# Ayano Yamane
Ayano Yamane (やまね あやの o 山根 綾乃; Prefettura di Hyōgo, 18 dicembre 1977) è una fumettista e animatrice giapponese originaria dell'isola Awazi, nella prefettura di Hyōgo.
Ha debuttato in patria come autrice di dōjinshi ed è specializzata in manga yaoi come The Crimson Spell e You're my love prize in viewfinder entrambi editi in Italia da Kappa Edizioni. Ha inoltre realizzato due artbook: Fifteen dedicato alla coppia Rukawa e Hanamichi del manga Slam Dunk; e Aya dedicato interamente alle sue opere e alle light novel da lei illustrate.

## Opere
- Like a Hero (2000)
- The Strength of Pure Soul (2000)
- Double Face (2001)
- Koi wo Suru Shokubutsu (2001)
- Finder Series (ファインダーの標的?, Finder no Hyouteki) (2001)[5][6]
- Cat and Master Dog (2002)
- Lock Out (2002)
- Love Lesson (2002)
- Risky Society: God Bless My Justice (2002)
- Baked Sweet Glasses(2003)
- Amore senza frontiere (異国色恋浪漫譚?, Ikoku Irokoi Romantan) (2003)
- Koi wo Suru DNA (2003)
- The Guide of Love (2003)
- Artbook: Yamane Ayano Illustrations - Aya (やまねあやのイラスト集 ｢絢｣?) (2004)
- Crimson Spell (クリムゾン・スぺル?) (2004)[7]
- Koi wo Suru Baby Leaf (2005)
- Finder (Novel) (2007)
- Suggestion (2007)
- Koisuru Finder no hyouteki (2009)
- Koi wo Suru DNA Plus (2010)
- Harem night ruriiro no oukan

### Dōjinshi
- Slam Dunk - Cross Road (1995)
- Slam Dunk - Dancing Fish (1995)
- Slam Dunk - Tequila (1995)
- Slam Dunk - No Kiss (1996)
- Slam Dunk - Sacrifice (1996)
- Slam Dunk - Aibu (1997)
- Slam Dunk - Bella Donna (1998)
- Slam Dunk - Love Biorythm (1998)
- Slam Dunk- Sakura No Ori (1998)
- Slam Dunk - Come With the Wind (1999)
- Slam Dunk - Full Speed (1999)
- Slam Dunk - Come with the Wind (1999)
- Slam Dunk - Full Speed (1999)
- Final Fantasy VIII- Gun Mania (1999)
- Final Fantasy VIII - Sweet Pain (1999)